# Ешленд (Канзас)
Ешленд (англ. Ashland) — місто (англ. city) в США, в окрузі Кларк штату Канзас. Населення — 783 особи (2020).

## Географія
Ешленд розташований за координатами 37°11′12″ пн. ш. 99°46′11″ зх. д. / 37.18667° пн. ш. 99.76972° зх. д. (37.186750, -99.769695).  За даними Бюро перепису населення США в 2010 році місто мало площу 4,35 км², уся площа — суходіл.

### Клімат
| Клімат : Ешленд       | Клімат : Ешленд | Клімат : Ешленд | Клімат : Ешленд | Клімат : Ешленд | Клімат : Ешленд | Клімат : Ешленд | Клімат : Ешленд | Клімат : Ешленд | Клімат : Ешленд | Клімат : Ешленд | Клімат : Ешленд | Клімат : Ешленд | Клімат : Ешленд |
| Показник              | Січ.            | Лют.            | Бер.            | Квіт.           | Трав.           | Черв.           | Лип.            | Серп.           | Вер.            | Жовт.           | Лист.           | Груд.           | Рік             |
| Середній максимум, °C | 8,4             | 10,7            | 15,8            | 21,4            | 26,3            | 31,3            | 34,8            | 34,2            | 29,3            | 22,6            | 15,1            | 8,5             | 21,5            |
| Середній мінімум, °C  | −8,4            | −6,1            | −0,9            | 4,1             | 10,7            | 16,3            | 18,7            | 18,1            | 12,5            | 4,8             | −2,2            | −7,6            | 5,0             |
| Норма опадів, мм      | 14              | 18              | 40              | 47              | 84              | 103             | 66              | 68              | 44              | 48              | 24              | 23              | 580             |
| --------------------- | --------------- | --------------- | --------------- | --------------- | --------------- | --------------- | --------------- | --------------- | --------------- | --------------- | --------------- | --------------- | --------------- |
| Джерело: NOAA         |                 |                 |                 |                 |                 |                 |                 |                 |                 |                 |                 |                 |                 |

## Демографія
Згідно з переписом 2010 року, у місті мешкало 867 осіб у 381 домогосподарстві у складі 239 родин. Густота населення становила 199 осіб/км².  Було 465 помешкань (107/км²).
Расовий склад населення:
| - 92,7 % — білих - 0,9 % — корінних американців - 0,5 % — азіатів - 0,1 % — вихідців з тихоокеанських островів - 2,3 % — осіб інших рас |

До двох чи більше рас належало 3,5 %. Частка іспаномовних становила 8,8 % від усіх жителів.
За віковим діапазоном населення розподілялося таким чином: 23,9 % — особи молодші 18 років, 54,4 % — особи у віці 18—64 років, 21,7 % — особи у віці 65 років та старші. Медіана віку мешканця становила 44,8 року. На 100 осіб жіночої статі у місті припадало 94,4 чоловіків;  на 100 жінок у віці від 18 років та старших — 87,5 чоловіків також старших 18 років.
Середній дохід на одне домашнє господарство  становив 56 631 долар США (медіана — 46 058), а середній дохід на одну сім'ю — 70 305 доларів (медіана — 58 889). Медіана доходів становила 48 393 долари для чоловіків та 28 438 доларів для жінок. За межею бідності перебувало 13,1 % осіб, у тому числі 16,0 % дітей у віці до 18 років та 6,8 % осіб у віці 65 років та старших.
Цивільне працевлаштоване населення становило 391 осіб. Основні галузі зайнятості: освіта, охорона здоров'я та соціальна допомога — 28,9 %, публічна адміністрація — 11,8 %, сільське господарство, лісництво, риболовля — 11,3 %.